# ادموند مایوفسکی
ادموند مایوفسکی (انگلیسی: Edmund Majowski؛ ۱۲ نوامبر ۱۹۱۰ – ۲۶ اکتبر ۱۹۸۲) یک بازیکن فوتبال، و ورزشکار اهل لهستان بود. وی همچنین در تیم ملی فوتبال لهستان بازی کرده است. او سابقه سرمربی‌گری تیم ملی فوتبال ایران را نیز داشته‌است.